# زنی به نام شراب
زنی به نام شراب فیلمی به کارگردانی و نویسندگی امیر شروان محصول سال ۱۳۴۶ است.

## خلاصه داستان
پدر و پسری پس از سال‌ها با یکدیگر ملاقات می‌کنند در حالی که این بار زن افسونگری به نام «شراب» بین دوستی و نزدیکی عمیق پدر و پسر حایل شده‌است. شراب با افسون‌هایش پدر را مطیع خود می‌کند و بعد خود به پسر متمایل می‌شود، در حالی که او دل در گرو عشق دختر دیگری دارد. شراب خشمگین روابط پدر و پسر را تیره می‌کند اما در پایان به نتیجهٔ دلخواه نمی‌رسد.

## بازیگران
- بهروز وثوقی
- فریبا خاتمی
- حبیب‌الله بلور
- علی محزون
- محمدتقی کهنمویی
- میرمحمد تجدد
- حسن شاهین
- کتایون